# 玛丽·安·沙德
玛丽·安·沙德（Mary Ann Shadd，1823年10月9日—1893年6月5日）是美籍加拿大反奴隶制活动家、记者、出版商、教师和律师。她是北美第一位黑人女出版商，也是加拿大第一位女出版商 。玛丽·安·沙德主编的《省立自由人报》（The Provincial Freeman）創辦于1853年。该报在安大略省南部每周出版，倡导加拿大和美国黑人的平等、融合和自我教育。